# Tillandsia brevior
Tillandsia brevior är en gräsväxtart som beskrevs av Lyman Bradford Smith. Tillandsia brevior ingår i släktet Tillandsia och familjen Bromeliaceae. Inga underarter finns listade i Catalogue of Life.